# Ассоциация по образованию в области библиотечных и информационных наук
Ассоциация по образованию в области библиотечных и информационных наук (англ. Association for Library and Information Science Education, ALISE) — американская некоммерческая организация, занимающаяся продвижением передовой практики библиотечно-информационных наук в образовательных учреждениях. Создана в 1915 году.

## История
Ассоциация по образованию в области библиотечных и информационных наук (ALISE) берёт своё начало с серии неформальных встреч преподавателей библиотечных вузов, проводившихся в 1911–1915 годах в рамках конференций Американской библиотечной ассоциации и получивших известность как «Круглый стол преподавателей библиотечных вузов» (англ. Round Table of Library School Instructors). В 1915 году Круглый стол преподавателей библиотечных вузов проголосовал за создание постоянной организации, которая получила название «Ассоциация американских библиотечных вузов» (англ. Association of American Library Schools). С 1960 года Ассоциация начинает издавать ежеквартальный научный журнал Journal of Education for Librarianship. В 1983 году Ассоциация американских библиотечных вузов изменила своё название на нынешнее, чтобы более точно отражать её миссию, цели и членство. В 1984 году последовало и переименование научного журнала, издаваемого ассоциацией, на Journal of Education for Library and Information Science.

## Деятельность
Деятельность ALISE сосредоточена на поддержке и совершенствовании форм и методов образования в области библиотечных и информационных наук с целью улучшения библиотечного и информационного обслуживания. Ассоциация ведёт совместную работу в этом направлении с советом постоянного комитета по библиотечному образованию (англ. Council’s Standing Committee on Library Education) Американской библиотечной ассоциации.
Ассоциацией по образованию в области библиотечных и информационных наук проводится ежегодная конференция, на которой, среди прочих тем, обсуждаются образовательные программы и научные исследования в библиотечно-информационной сфере.

## Членство
В ассоциации предусмотрено как коллективное (организации и учреждения), так и индивидуальное членство, в том числе зарубежное. По данным Библиотечной энциклопедии 2007 года, в организации состояло 83 коллективных и 650 персональных членов.